# II Всеукраїнський з'їзд рад
II всеукраїнський з'їзд рад робітничих, солдатських та селянських депутатів — відбувся 17—19 березня 1918 року в Катеринославі (нині м. Дніпро). На з'їзд прибуло 964 делегати: більшовиків — 401, їхніх прихильників — 27, російських та українських лівих есерів (разом зі співчуваючими) — 414, членів лівого крила Української соціал-демократичної робітничої партії — 13 за іншою інформацією 95, позапартійних — 82 та ін. Делегати обиралися за визначеними ЦВК нормами представництва у ході багатоступеневих виборів. На момент завершення роботи з'їзду кількість делегатів перевищила 1250. До президії увійшли 4 більшовики, 5 російських лівих есерів, 1 український лівий есер. Почесними головами з'їзду були обрані Володимир Ленін і Карл Лібкнехт.
З'їзд розглянув питання про поточний момент (ставлення до Української Центральної Ради, війни та миру), про організацію військових сил, про Україну та РСФРР, земельне та фінансове питання та ін. Попри гостру міжфракційну боротьбу, пройшли всі більшовицькі резолюції, було схвалено Брестський мирний договір РСФРР із державами Четверного союзу 3 березня 1918 року. З'їзд декларував незалежність радянської УНР і водночас заявив, що взаємини радянських республік залишаються у рамках, які були визначені раніше. У резолюції «Про політичний момент» засуджувалася політика Центральної Ради, вимагалося виведення австро-німецьких військ з території України і містилися заклики до боротьби за повсюдне встановлення влади рад. Представники лівого крила українських партій пропонували пошуки компромісу з Центральною Радою із метою консолідації сил нації, але більшість не підтримала їхніх пропозицій. З'їзд ухвалив закон про соціалізацію землі, прийнятий на III Всеросійському з'їзді рад, резолюції «Про державний устрій», «Про декрети про 8-годинний робочий день та робітничий контроль», про організацію РСЧА України.
З'їзд визначив нові підходи до формування складу ЦВК рад. З'їзд обрав ЦВК рад України у складі 102 членів: 47 більшовиків, 49 російських та українських есерів, 5 лівих українських соціал-демократів, 1 члена Польської соціалістичної партії (лівиці). ЦВК рад очолив більшовик Володимир Затонський.
На з'їзді також виступав представник УНР Ісаак Мазепа.

## Нормативні акти

### Міжнародні договори
- "Брестський мир" укладений Петроградом
- готовність підписати "Брестський мир" укладений Центральною Радою за певних умов

### Резолюції
- «Про декрети про 8-годинний робочий день та робітничий контроль»
- «Про організацію воєнної сили» (про організацію РСЧА України)
- «Про державний устрій» (незалежність радянської УНР)
- «Про політичний момент» (ставлення до Української Центральної Ради)
- «Тимчасове положення про соціалізацію землі» (про соціалізацію землі)